# Lenz (2006)
Lenz ist ein Schweizer Spielfilm von Thomas Imbach aus dem Jahr 2006, der auf dem Erzählfragment Lenz von Georg Büchner basiert. Im Film ist die Figur des Lenz, gespielt von Milan Peschel, ein Filmemacher, der in einer persönlichen und künstlerischen Krise steckt. Lenz wurde auf der Berlinale 2006 in der Sektion „Forum“ gezeigt. Außerdem wurde er auf Festivals wie dem Melbourne International Film Festival, dem Vancouver International Film Festival und dem Bafici in Buenos Aires gezeigt.

## Handlung
Der Exzentriker Lenz steckt in einer Lebenskrise. Er verlässt seine Heimat Berlin, um in den Vogesen Georg Büchners Fragment „Lenz“ zu ergründen. Bald reist er jedoch nach Zermatt in die Schweizer Alpen, um seinen neunjährigen Sohn Noah zu sehen. Mit dessen Hilfe organisiert er ein Treffen mit seiner Exfrau Natalie, die er immer noch liebt. Die Illusion des Familienlebens ist jedoch durch Lenz’ seltsames Verhalten nur von kurzer Dauer. Noah und Natalie kehren nach Zürich zurück, und Lenz bleibt allein im Gebirge.

## Rezeption
Die Berner Zeitung meinte, Imbach entspinne «die Geschichte eines getriebenen Lebenserforschers, eine wohl auswegslose Liebesgeschichte, das zärtliche Bild einer Vater-Sohn-Beziehung» und erhelle «die Absurditäten des mondänen Tourismusortes» Zermatt. Dabei rücke er das Matterhorn «in neues Licht» und mache es «zu einer Hauptfigur», die «von der Natur und der schwierigen Natur des Menschen» erzähle. Nebenbei gelinge Imbach «einer der sinnlichsten ‹Heimatfilme› seit langem»."
Der Filmdienst urteilte hingegen, «[t]rotz des Sujets» würden «die Regie und das exaltierte Spiel des Hauptdarstellers keine Intimität» zulassen, sondern «den Zuschauer auf Distanz» halten. Dem zuträglich seien auch «zahlreiche Brüche in der Inszenierung», die «zugleich als ironische Seitenhiebe auf die Auswüchse des Massentourismus in der Schweiz zu verstehen» seien.